# L'orizzonte dipinto
L'orizzonte dipinto è un film del 1941 diretto da Guido Salvini.

## Trama
Una giovane con il sogno della recitazione nella prosa teatrale lavora provvisoriamente in una compagnia di burattinai, ma abbandonato il suo posto per farsi accogliere in una compagnia di attori di provincia. Dopo alcuni tentativi di lavoro in palcoscenico rimane delusa per le difficoltà che incontra ed è tentata di abbandonare le sue aspirazioni. Sarà un vecchio attore a raccomandarla presso un famoso impresario teatrale di Milano. La giovane si mette in viaggio ed alla fine sarà scritturata in un'importante compagnia della città, dove inizia una promettente carriera.

## Critica
« È commovente che il primo film italiano sul teatro, dove si narra pianamente al pubblico quelli che sono il tormento, la fatica, l'angoscia dell'attore di prosa, sia stato diretto da Guido Salvini, figlio della più pura e della più alta tradizione teatrale italiana. Solo per lui attori come Zacconi, Ricci,  Benassi e la Gramatica avrebbero consentito ad apparire, raffinatissime gemme, non come protagonisti ma nella figura del vecchio attore, del grande attore moderno, del burattinaio o dell'attrice anziana della Compagnia della Chimera. La trama purtroppo, non poteva essere fine a se stessa, costretta com'era a camminare sul binario obbligato di una vicenda tradizionale, ma Salvini ha dimostrato la sua esperienza di maturo uomo che conosce la vita di teatro nelle sue mille sfaccettature.»  Recensione in Film dell'8 marzo 1941.

## Produzione
Prodotto e diretto da Guido Salvini per conto della Produzione Grandi Spettacoli d'Arte, la pellicola venne girata a Cinecittà nell'estate del 1940, con il debutto cinematografico di Valentina Cortese.

## Altri dati
- Visto di censura: 31.247 del 21 febbraio 1941.